# Andreas Westman
Andreas Westman, född 27 oktober 1970, svensk före detta bandyspelare numera tränare. Westman är flerfaldig svensk mästare som spelare i Västerås SK.

## Karriär
Westman spelade för VSK Bandy mellan åren 1992 och 1996. Under sin spelarkarriär gjorde han 126 matcher och 82 mål för klubben.
År 2005 återvände Westman till VSK Bandy som huvudtränare för herrlaget. Under hans ledarskap tog laget hem SM-guldet säsongen 2008/2009. För sina insatser blev han samma år utsedd till Årets bandyledare.
Efter sin tränarkarriär fortsatte Westman i klubben genom att arbeta på VSK Bandys marknadsavdelning. Den första perioden i denna roll varade i sex år. Sommaren 2020 valde han att lämna klubben för att pröva ett nytt arbete utanför bandyn. Efter två år utanför föreningen återvände han 2022 till VSK Bandy för en ny tjänst inom marknadsområdet.